# 음력 3월 23일
음력 3월 23일은 음력 3월의 23번째 날이다.

## 문화
- 1960년 - 서강대학교 개교.
- 2009년 - KBS TV 프로그램 가족오락관이 1237회로 종영하였다.
- 2011년 - 전라남도 신안군청이 목포시에서 신안군 압해도로 이전.

## 탄생
- 1837년 - 조선 제 25대 국왕 철종의 비 철인왕후.
- 1976년
  - 대한민국의 정치인 황보승희.
  - 대한민국의 배우 엄기준.

## 같이 보기
- 음력 360일: 1월 2월 3월 4월 5월 6월 7월 8월 9월 10월 11월 12월
- 전날:3월 22일 다음날:3월 24일 - 전달:2월 23일 다음달:4월 23일
- 양력:3월 23일
- 음력, 윤달